# OMEGA New Frontiers Championship
El Campeonato de Nuevas Fronteras de OMEGA fue un campeonato de lucha libre profesional. Fue un campeonato secundario dentro de dicha marca, en OMEGA, una marca que formaba parte del circuito independiente. El título fue introducido en 1997 y desactivado en 1999.

## Lista de campeones
| Luchador:        | Reinado N°: | Derrotó a:                     | Fecha:              | Lugar:                         |
| ---------------- | ----------- | ------------------------------ | ------------------- | ------------------------------ |
| Will O' the Wisp | 1           | N/A                            | 2 de agosto de 1997 | Southern Pines, North Carolina |
| Kid Dynamo       | 1           | Will O' the Wisp               | 24 de julio de 1998 | Sanford, North Carolina        |
| Cham-Pain        | 1           | Kid Dynamo                     | 29 de enero de 1999 | Wendell, North Carolina        |
| Desactivado      | N/A         | Debido al cierre de la empresa | octubre de 1999     | N/A                            |

## Datos interesantes
- Reinado más largo: Will O' the Wisp, 356 días.
- Reinado más corto: Kid Dynamo, 189 días.
- Campeón más pesado: Will O' the Wisp, 102 kg (224 lb).
- Campeón más liviano: Cham-Pain, 85 kg (187 lb).